# Campanula biebersteiniana
Espèce
Classification phylogénétique
Campanula biebersteiniana est une espèce de Campanule de 5 à 10 cm originaire du Caucase où elle pousse sur les pelouses alpines et éboulis, entre 2 000 et 4 000 m. Synonyme C. tridens.

## Taxonomie
Elle a été nommée ainsi par Carl Anton von Meyer en l'honneur du botaniste Friedrich August Marschall von Bieberstein.